# 오피오이드 과다복용

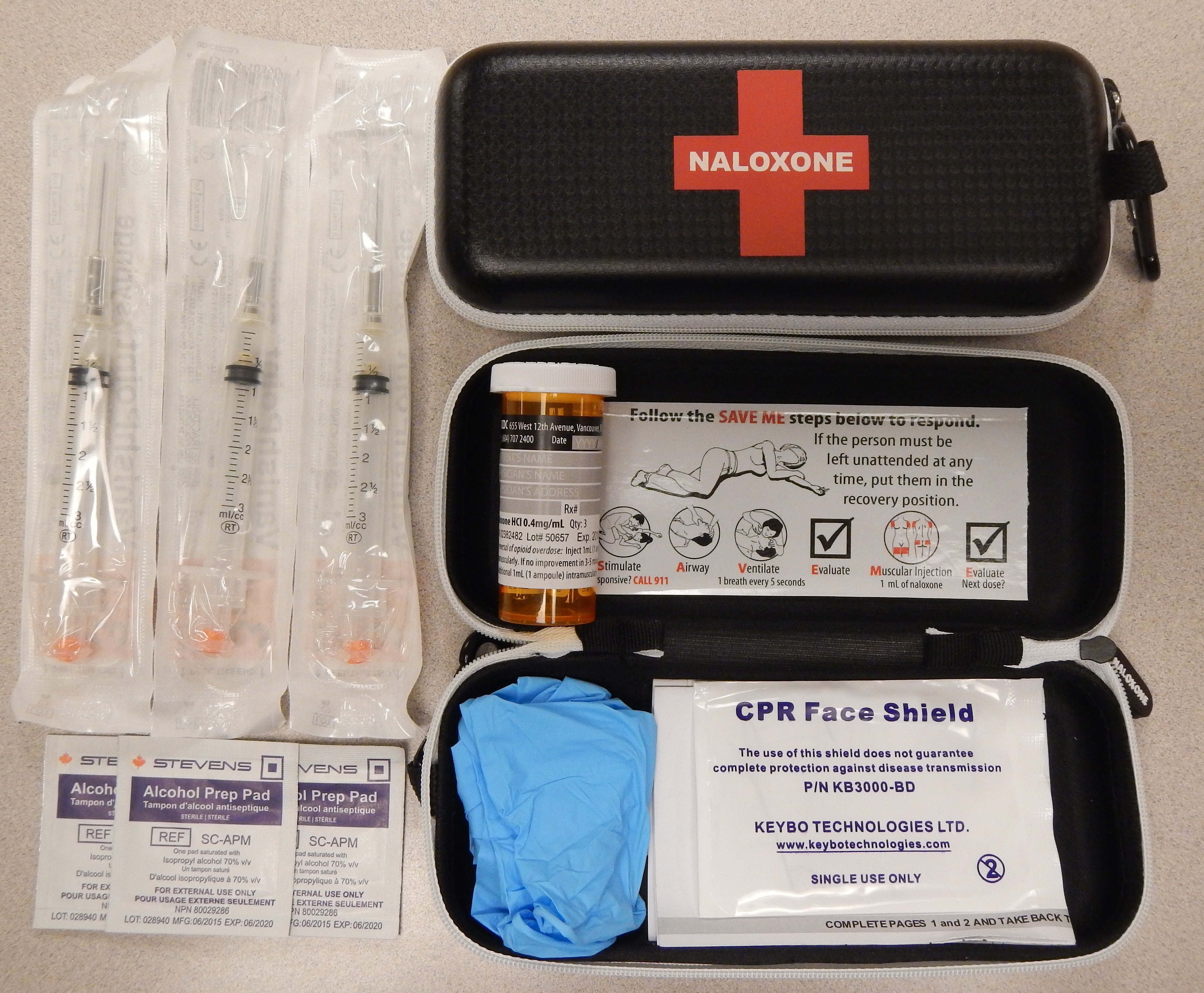
캐나다 브리티시컬럼비아주에 유통된 날록손 키트

오피오이드 과다복용(opioid overdose)은 모르핀, 코데인, 헤로인, 펜타닐, 트라마돌, 메타돈과 같은 오피오이드의 과도한 섭취로 인한 독성이다. 이러한 예방 가능한 병리는 느리고 얕은 호흡으로 인해 저산소증을 유발할 수 있는 치명적인 상태인 호흡 저하로 이어질 경우 치명적일 수 있다. 다른 증상으로는 작은 동공 및 의식 상실 등이 있다. 그러나 발병은 섭취 방법, 복용량 및 개별 위험 요인에 따라 달라질 수 있다. 2017년에는 오피오이드로 인해 110,000명이 넘는 사망자가 발생했지만 살아남은 사람들도 영구적인 뇌 손상을 포함한 부작용에 직면했다.
오피오이드 과다복용은 증상과 검사를 토대로 진단된다. 오피오이드 과다복용의 위험 요인에는 높은 수준의 오피오이드 의존성, 주사를 통한 오피오이드 사용, 고용량 오피오이드 사용, 정신 장애가 있거나 그러한 경향이 있는 경우, 알코올, 벤조디아제핀, 아니면 코카인 등의 다른 물질과 결합해서 복용 등이 있다. 처방약 오피오이드에 대한 의존성은 개인의 만성 통증을 치료하기 위해 사용하는 경우 발생할 수 있다. 또한, 해독 기간을 거쳐 내성 수준이 낮아지면 다시 사용 시 과다 복용의 위험이 높다.
과다복용의 초기 치료에는 환자의 호흡을 지원하고 산소를 공급하여 저산소증의 위험을 줄이는 것이 포함된다. 그런 다음 호흡을 통해 오피오이드의 효과를 되돌릴 수 없는 사람들에게는 날록손을 권장한다. 비강 투여나 근육 주사를 통해 날록손을 투여하는 것도 똑같이 효과적인 것으로 나타났다. 과다 복용으로 인한 사망을 예방하기 위한 다른 노력에는 날록손에 대한 접근성을 높이고 오피오이드 의존성에 대한 치료가 포함된다.
마약 복용으로 인해 전 세계적으로 500,000명이 사망했으며, 오피오이드 과다복용으로 인해 2018년에는 그 중 약 115,000명이 사망했다. 이는 1990년의 18,000명에 비해 증가한 수치이다. 2018년에는 약 2억 6,900만 명이 적어도 한 번 이상 마약을 사용한 적이 있으며, 그 중 5,800만 명이 그 중 5,800만 명이다. 오피오이드를 사용했다. 약물 사용 장애는 2018년 전 세계적으로 약 3,560만 명에게 영향을 미쳤다. WHO는 약물 사용으로 인한 사망의 70%가 오피오이드와 관련이 있고, 30%가 과다 복용으로 인한 것으로 추산한다. 오피오이드 유행은 부분적으로 1990년대 제약 업계에서 처방된 오피오이드가 안전하다는 확신으로 인해 발생했다고 믿어진다. 이로 인해 부당한 신뢰가 생겼고 그에 따라 오피오이드에 대한 과도한 의존이 발생했다. 오피오이드 의존성이 있는 사람들의 과다복용 위험을 효과적으로 줄일 수 있는 치료 중재가 있지만 영향을 받는 개인의 10% 미만이 이를 받는다.